# Frans Daels
Franciscus Maria Leopoldus Daels (Antwerpen, 7 januari 1882 – Gent, 22 december 1974) was een Vlaams arts en politicus. Na de Tweede Wereldoorlog werd hij door de krijgsraad van Gent veroordeeld wegens collaboratie met de Duitsers.

## Biografie
Daels werd geboren in het woonhuis op het Sint Paulusplaats 14 te Antwerpen van zijn ouders, apotheker Petrus Daels en Maria Verellen. Daels volgde de middelbare school aan het Sint-Jan Berchmanscollege en studeerde geneeskunde aan de universiteiten van Leuven en Gent. Aan de laatste was hij in 1906-1907 assistent bij Jean-François Heymans; vervolgens was hij twee jaar assistent aan de vrouwenkliniek van de Charité (Berlijn) en werkte twee jaar als assistent bacterioloog bij Émile Van Ermengem in Gent. Vanaf 1911 was hij aan de laatste universiteit docent en van 1919 tot 1944 hoogleraar verloskunde en gynaecologie.  
Hij verrichtte baanbrekend onderzoek naar kanker, met name tijdens zijn latere gedwongen verblijf in Zwitserland. In 1935 kreeg hij een eredoctoraat van de universiteit van Keulen en in 1959 ontving hij de Franse titel Lauréat de l'Académie de Médecine.
In 1908 trouwde hij met Joanna Vercauteren (1887-1967). Ze kregen acht kinderen waaronder José Daels (1914-2010, gynaecoloog en voorzitter van het Vlaamse Kruis en het college van medisch adviseurs van gynaecologen van Kind en Gezin), Paul Daels (1921-1988, die zoals zijn vader ook voorzitter werd van het IJzerbedevaartcomité) en Luc Daels (1929-2021, kunstschilder/geograaf).

## Vlaamse beweging en collaboratie

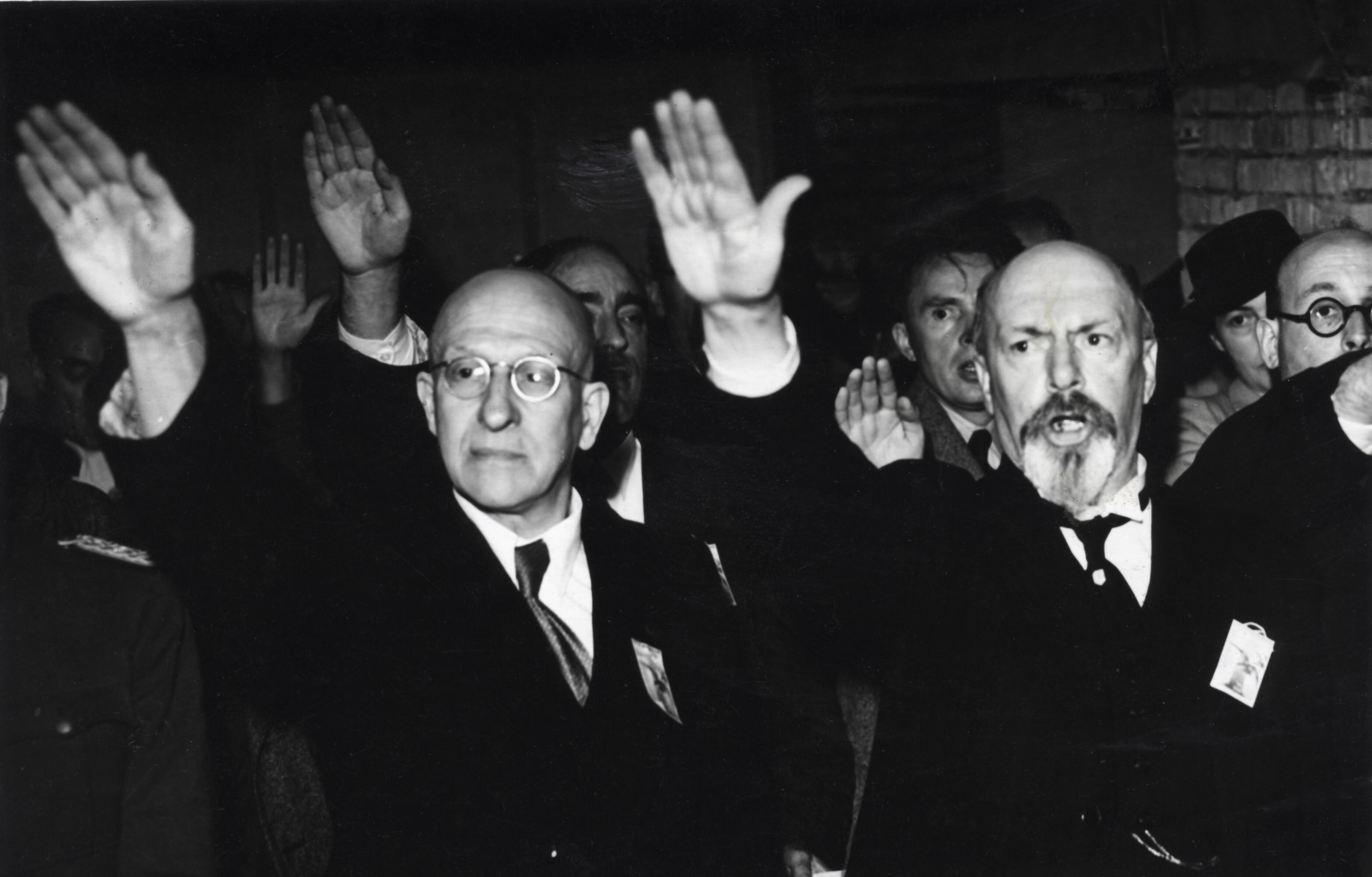
Frans Daels en August Borms brengen Hitlergroet tijdens de 22ste IJzerbedevaart (1941)

Tijdens de Eerste Wereldoorlog verbleef hij als legerarts aan het IJzerfront. Hij was er getuige van de gebrekkige communicatie tussen Franstalige officieren en Vlaamse soldaten, waardoor veel jonge Vlamingen onnodig het leven lieten. In die tijd speelde hij een vooraanstaande rol in de Frontbeweging. Zo richtte hij het Secretariaat der Katholieke Vlaamse Hoogstudenten (SKVH) op en was hij medestichter van Heldenhulde. Hij schreef ook meerdere artikels in De Belgische Standaard. Ook na de Eerste Wereldoorlog bleef Daels actief in de Vlaamse Beweging. Hij ijverde onder meer voor de vernederlandsing van de Gentse universiteit, organiseerde de Vlaamse Wetenschappelijke Congressen en stichtte de Vereniging voor Wetenschappen. In 1924 richtte hij met Jozef Goossenaerts in het arrondissement Gent de Katholiek-Christelijke Volkspartij voor Vlaanderen op, die bij de parlementsverkiezingen van 1925 weinig succes kende.  Daarnaast was hij de eerste voorzitter van het IJzerbedevaartcomité van 1924 tot 1943. In 1932 werd hij ondervoorzitter van de Vereniging van Gentsche Hoogleraars voor Ontwapening en Bevordering van het Internationaal Rechtsbeginsel; in de loop van de dertiger jaren werd hij politiek radicaler door het succes van het Vlaamsch Nationaal Verbond.
Na de Duitse inval in België meende Daels dat de bezetter via de Flamenpolitik de Vlaamse Beweging en ook het Grootneerlandisme gunstig gezind was; in september 1940 werd hij lid van de Raad van Leiding, een adviesraad van het VNV. In augustus had hij (in het dagblad Volk en Staat) al maatregelen geëist tegen de professoren die aanvankelijk naar Frankrijk waren gevlucht en vervolgens teruggekeerd (de zogenaamde Toulouse-professoren, waaronder 70 van de RUG). In de zomer van 1941 engageerde hij zich om een veldhospitaal te leiden bij het Vlaams Legioen, de vrijwilligerseenheid van Vlamingen aan het oostfront, waarvoor hij aanvankelijk ook actief propaganda maakte. Toen in 1943 bleek dat het Vlaams Legioen als Sturmbrigade Langemarck in de Waffen-SS streed, trok Daels zich terug en scherpte hij zijn kritische houding tegenover het VNV aan. Eind 1942 had hij al ontslag genomen als lid van de Raad van Leiding en in december 1943 deed hij dit als gewoon lid. Op 6 mei 1943 vond ten huize van Daels een bijeenkomst met Hendrik Elias plaats, waarbij ook de geestelijken Alfons Van Assche en Jozef Van Opdenbosch aanwezig waren; ze probeerden tevergeefs Elias ervan te overtuigen de collaboratie te stoppen en op 20 juli schreef hij hierover in een vertrouwelijke brief aan Elias: "Wij moeten ootmoedig erkennen dat wij bedrogen zijn geweest".
Bij de bevrijding van België in 1944 vluchtte hij met de hulp van verschillende kerkelijke instanties naar Zwitserland. Op 20 juni 1946 werd Daels door de krijgsraad van Gent, wegens collaboratie, van de Belgische nationaliteit vervallen verklaard en bij verstek ter dood veroordeeld. Hierop werden de familiebezittingen in beslag genomen, waaronder gronden en een villa in Knokke. In 1959 mocht Daels naar België terugkeren. Zijn veroordeling was omgezet in 15 jaar gevangenis, maar door bemiddeling van Gaston Eyskens werd hij hiervan ontslagen.